# Route 89 (Ontario)
Pour les articles homonymes, voir Route 89.
La route 89 est une route provinciale de l'Ontario située dans le sud de la province. Possédant une longueur de 107 kilomètres, elle relie Harriston à l'autoroute 400.

## Description du Tracé

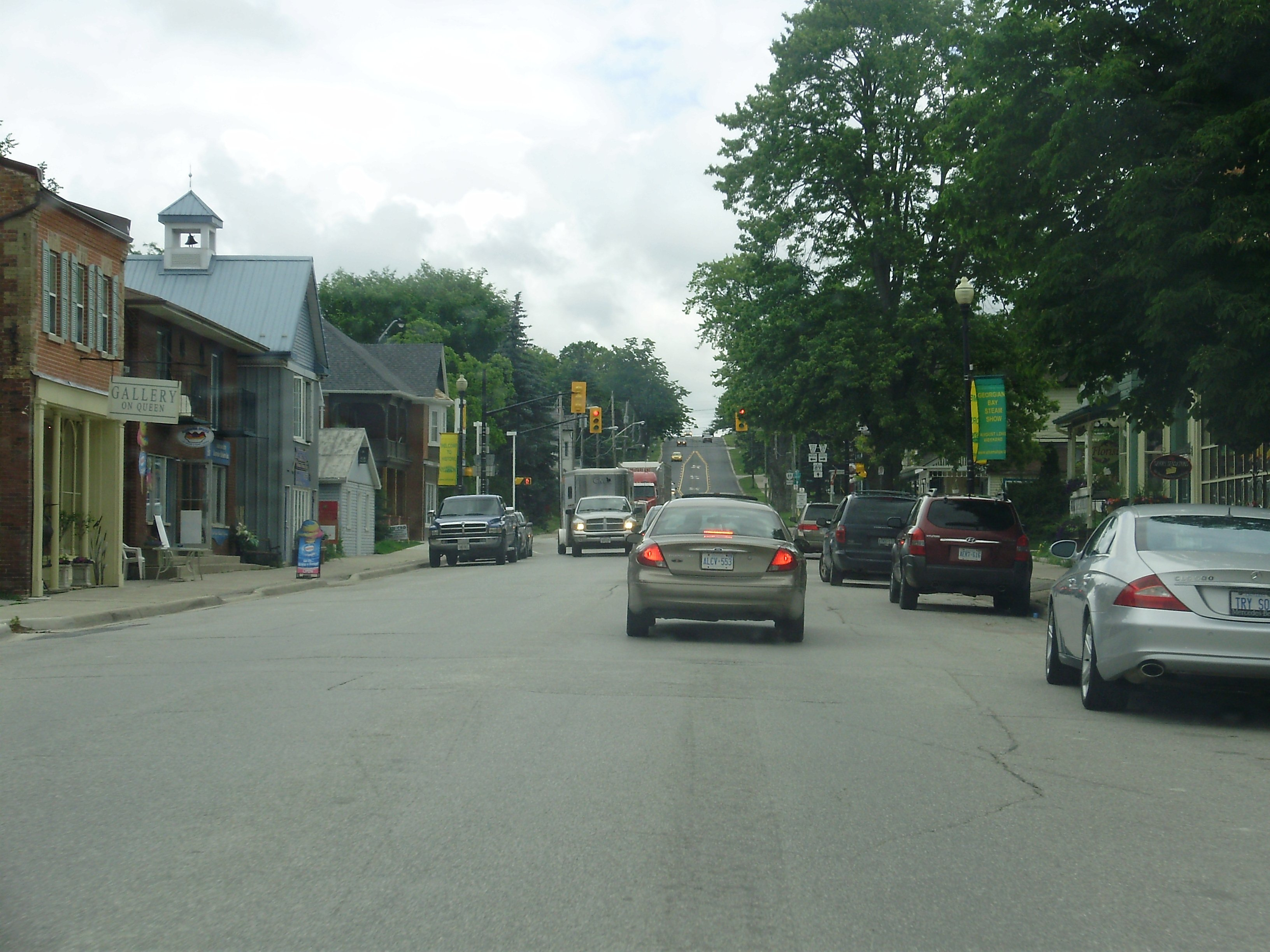
La route 89 dans Cookstown.

La route 89 débute à Harriston, en tant que la suite de la Route 23 en provenance de London, soit à la jonction des routes 9/23/89. Elle se dirige ensuite vers le nord pendant à peine 5 kilomètres avant de bifurquer vers l'est sur le reste de son parcours, soit pendant 102 kilomètres. Elle croise la Route 6 à Mount Forest et forme un multiplex de 4 kilomètres avec la Route 10 à Shelburne. Plusieurs kilomètres à l'est, elle traverse les villes d'Alliston et de Cookstown avant de terminer sa course sur l'autoroute 400 (sortie 75) en direction de Barrie ou de Toronto. 
La route 89 traverse une région très agricole.

## Intersections
| Route 89        |              |     |                                          |                                         |
| District        | Ville        | km  | Intersection/Destinations                | Notes                                   |
| Wellington      | Harriston    | 0   | R-9 R-23 , Walkerton, Kincardine, London | Début de la route 89                    |
| Grey            | Mount Forest | 16  | R-6 , Owen Sound, Guelph                 |                                         |
| Dufferin        | Shelburne    | 59  | R-10 nord, Markdale, Owen Sound          | Multiplex de 5 kilomètres               |
| Dufferin        | Primrose     | 64  | R-10 sud, Brampton                       | Fin du multiplex                        |
| Simcoe          | Cookstown    | 107 | A-400 , Barrie, Toronto                  | Fin de la route 89, sortie 75 de la 400 |
| Vert: Multiplex |              |     |                                          |                                         |